# Die Neue Generation

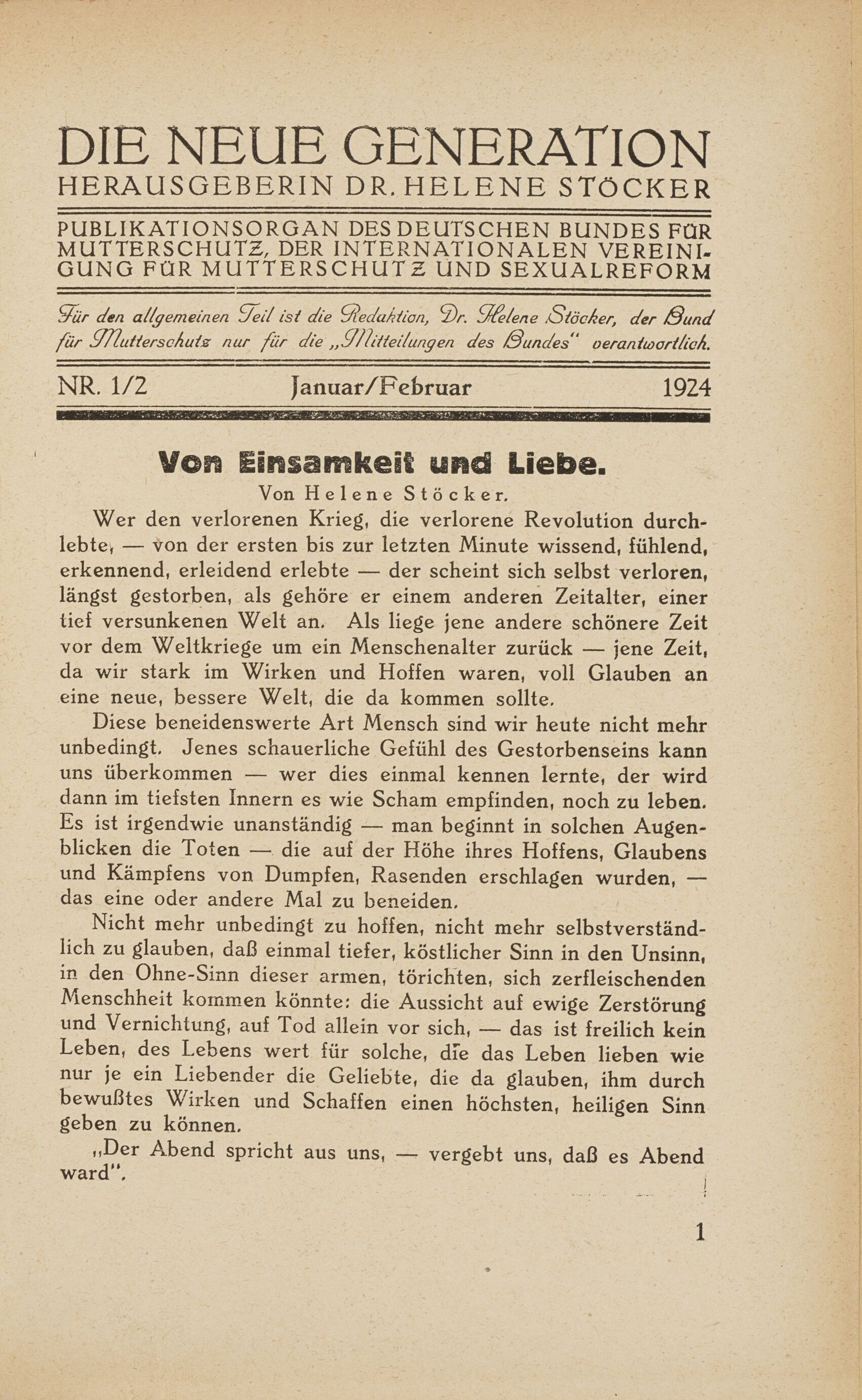
Titelblatt 1924

Die Neue Generation war das Publikationsorgan des Deutschen Bundes für Mutterschutz und Sexualreform und erschien im Verlag Oesterheld und Co. Vorgängerin der Zeitschrift war Mutterschutz. Zeitschrift für Reform der sexuellen Ethik.
Herausgeberin war von der Erstausgabe 1905 bis letzten Ausgabe 1933 die Feministin Helene Stöcker.

## Geschichte und Programmatik
In den ersten Ausgaben 1905–1907 hatte die Zeitschrift den Titel Mutterschutz. Zeitschrift zur Reform der sexuellen Ethik und erschien in Frankfurt am Main. Von 1908 bis 1932 erschien die Zeitschrift als Monatsschrift unter dem neuen Titel in Berlin, anschließend wurde sie eingestellt.
Helene Stöcker schrieb über die programmatische Ausrichtung der Zeitschrift: »Wir haben vom ersten Tage unserer Bewegung an unsere Aufgabe als eine doppelte aufgefasst; ebenso sehr als eine Aufgabe der sexuellen Reform wie der Sozialpolitik und der modernen Kultur überhaupt. In der Verbindung von praktischer sozialer Arbeit und der Umwertung der Moralbegriffe sehen wir den wesentlichsten Zug des Bundes für Mutterschutz und seiner Zeitschrift.«
Während des Ersten Weltkrieges setzte sich die Neue Generation in vielfältiger Weise für die Friedensbewegung ein. Damit zog die Redaktion die Aufmerksamkeit der Zensur auf sich, die eine Vorzensur einforderte. Helene Stöcker ließ ihre eigenen Artikel aber nicht den Zensoren vorab zukommen, so dass in dem Journal weiterhin pazifistische Artikel abgedruckt wurden.
Mit der Machtübernahme der Nationalsozialisten musste die Zeitschrift ihren Betrieb einstellen.
In der Neuen Generation verfochten die Autorinnen, allen voran die Herausgeberin Helene Stöcker, die reformerischen Ideen der Neuen Ethik.

## Beitragende
Zu den prominenten Beitragenden zählten:
- Eduard David
- Sigmund Freud
- Kurt Hiller
- Ricarda Huch
- Auguste Kirchhoff
- Alexandra Kollontai
- Julian Marcuse
- Rosa Mayreder
- Bertha von Suttner
- Felix A. Theilhaber
- Kurt Tucholsky
- Edvard Westermarck (1862–1939)